# Ta’ Qali
Ta’ Qali – miejscowość na Malcie, stanowiąca część samorządu (rady lokalnej) Attard, zlokalizowana 2 km od Mdiny. Znajdują się tu m.in. stadion narodowy, Park Narodowy Ta’ Qali, muzeum lotnictwa, wioska rzemiosła, Maltańskie Centrum Targowo-Kongresowe oraz bazar warzywny Pitkalija.